# Kaiserpfalz (Bungerland)
Kaiserpfalz es un municipio situado en el distrito de Burgenland, en el estado federado de Sajonia-Anhalt (Alemania). Su población a finales de 2015 era de unos 1600 habitantes y su densidad poblacional era de 39 hab/km².
Se encuentra junto a la frontera con el estado de Turingia.